# Justin Patton
Justin Nicholas Patton (Omaha, Nebraska, 14 de junio de 1997) es un baloncestista estadounidense que pertenece a la plantilla de los Cangrejeros de Santurce de la BSN de Puerto Rico. Con 2,13 metros de estatura, juega en la posición de pívot.

## Trayectoria deportiva

### Primeros años
Jugó en su etapa de instituto en el Omaha North High School de su localidad natal, Omaha, donde en su última temporada promedió 14,1 puntos, 9,9 rebotes y 3,7 tapones por partido, siendo elegido en el puesto 24 entre los mejores jugadores de último año de instituto del país por la prensa especializada, el séptimo entre los pívots.

### Universidad
Eligió continuar sus estudios y jugar para los Creighton de la Universidad Creighton, aunque decidió junto a los entrenadores que su primer año sería redshirt, es decir, que entrenaría con el equipo pero no jugaría la competición hasta pasado un año. Jugó una única temporada, en la que promedió 12,9 puntos, 6,2 rebotes, 1,2 asistencias y 1,4 tapones por partido, Acabó siendo elegido rookie del año de la Big East Conference e incluido en el segundo mejor quinteto de la conferencia.
Al finalizar su primera temporada se declaró elegible para el Draft de la NBA, renunciando así a los tres años que le quedaban como universitario.

#### Estadísticas
| Año     | Equipo    | PJ | PT | MPP  | %TC  | %3P  | %TL  | RPP | APP | ROB | TPP | PPP  |
| ------- | --------- | -- | -- | ---- | ---- | ---- | ---- | --- | --- | --- | --- | ---- |
| 2016–17 | Creighton | 35 | 35 | 25.3 | .676 | .200 | .517 | 6.2 | 1.2 | 0.9 | 1.4 | 12.9 |

### Profesional
Fue elegido en la decimosexta posición del Draft de la NBA de 2017 por los Chicago Bulls, pero esa misma noche sus derechos fueron traspasados a los Minnesota Timberwolves junto con Jimmy Butler a cambio de Zach LaVine, Kris Dunn y los derechos del draft de Lauri Markkanen.
Debutó con los Timberwolves el 1 de abril de 2018, en un partido ante Utah Jazz en el que anotó dos puntos en poco más de tres minutos jugados.
El 10 de noviembre de 2018, fue traspasado a Philadelphia 76ers junto a Jimmy Butler, a cambio de Robert Covington, Dario Šarić, Jerryd Bayless y una segunda ronda del draft de 2022.
Tras disputar únicamente 3 encuentros con el primer equipo de Philadelphia, el 13 de agosto de 2019, firma con Oklahoma City Thunder.
Tras 5 encuentros en Oklahoma, el 24 de enero de 2020 es traspasado a Dallas Mavericks a cambio de Isaiah Roby. Pero al día siguiente fue cortado, para hacer sitio en la plantilla a Willie Cauley-Stein.
El 20 de febrero de 2020, los Wisconsin Herd de la G League anuncian que han adquirido a Patton desde la agencia libre.
El 26 de junio de 2020, los Detroit Pistons anuncian la contratación de Patton para la reanudación de la temporada 2019-20. Pero el 24 de noviembre es cortado, sin llegar a disputar un solo encuentro con los Pistons.
El 11 de enero de 2021, Patton fue elegido por los Westchester Knicks en el puesto N.º 9 del draft de la NBA G League. Después de un mes, firma un contrato dual con Houston Rockets, que le permitirá jugar también con los Rio Grande Valley Vipers de la G League.
El 19 de febrero de 2021 firmó un contrato dual con Houston Rockets y su filial, Rio Grande Valley Vipers, pero fue despedido el 3 de abril, tras disputar trece partidos.
El 25 de agosto de 2021 se marcha a Israel para firmar con el Hapoel Eilat de la Ligat Winner.
El 3 de agosto de 2022 firmó por el Cholet Basket de la LNB Pro A francesa.
El 1 de septiembre de 2023 firmó con Shanxi Loongs de la CBA.
En junio de 2024 firma por los Indios de San Francisco de Macorís de la Liga Nacional de Baloncesto de República Dominicana.
El 7 de agosto de 2024 firma por el Peristeri BC de la A1 Ethniki de Grecia.
El 31 de diciembre de 2024 fichó por los Liaoning Flying Leopards de la Chinese Basketball Association.
El 15 de marzo de 2025 fichó por los Cangrejeros de Santurce de la BSN de Puerto Rico.

## Estadísticas de su carrera en la NBA

### Temporada regular
| Año     | Equipo        | PJ | PT | MPP  | %TC  | %3P  | %TL  | RPP | APP | ROB | TPP | PPP |
| ------- | ------------- | -- | -- | ---- | ---- | ---- | ---- | --- | --- | --- | --- | --- |
| 2017-18 | Minnesota     | 1  | 0  | 4.0  | .500 | —    | —    | .0  | .0  | 1.0 | .0  | 2.0 |
| 2018-19 | Philadelphia  | 3  | 0  | 7.0  | .286 | .000 | .500 | 2.0 | 1.0 | .7  | .0  | 1.7 |
| 2019-20 | Oklahoma City | 5  | 0  | 4.8  | .400 | .250 | —    | 1.0 | .4  | .0  | .0  | 1.8 |
| 2020-21 | Houston       | 13 | 6  | 19.0 | .414 | .265 | .750 | 3.8 | 1.1 | .9  | 1.1 | 5.4 |
| Total   | Total         | 22 | 6  | 13.8 | .404 | .250 | .667 | 2.7 | .9  | .7  | .6  | 3.9 |